# Primula integrifolia
Primula integrifolia L. – gatunek rośliny z rodziny pierwiosnkowatych (Primulaceae Vent.). Występuje naturalnie w Alpach – rośnie powszechnie w Alpach Centralnych, bywa również rzadko spotykany w Północnych i Południowych Alpach Wapiennych. 

## Morfologia
PokrójBylina dorastająca do 1–5 cm wysokości.
LiścieSą mięsiste, zwężające się u nasady. Są gładkie – rzadko pokryte drobnymi włoskami. Mają do 3 cm długości i 1 cm szerokości. Brzegi liści są całobrzegie. Osadzone są na krótkim ogonku liściowym. Zebrane są w odziomkową rozetę.
KwiatyW czasie kwitnienia wyrasta głąbik o wysokości 1–5 cm. Jest on drobno owłosiony. Na jego szczycie zazwyczaj znajdują się dwa kwiaty. Kielich ma rurkowaty kształt i zakończony jest jajowatymi ząbkami. Płatki zrośnięte są w krótką rurkę, są wcięte na końcach i mają 1,5–2 cm średnicy. Mają ciemnoróżową barwę.
OwoceTorebki o okrągławym kształcie.
Gatunki podobneRoślina jest podobna do pierwiosnka maleńkiego (Primula minima), który również znajduje się pod ochroną. Dorasta on tylko do 4 cm wysokości. Liście odziomkowe zebrane są w gęstą rozetę i ich brzegi są ząbkowane przy wierzchołku. Ma płatki do połowy wcięte. Występuje na kwaśnym podłożu – na piargach i wyleżyskach śnieżnych.

## Biologia i ekologia
Kwitnie od maja do lipca. Występuje na wyleżyskach śnieżnych oraz wilgotnych murawach. Preferuje lekko kwaśne podłoże, ubogie w wapń. Występuje na wysokości do około 3000 m n.p.m.
Gatunek ten znajduje się pod ochroną.